# Énicure à dos noir
Enicurus immaculatus
Espèce
Statut de conservation UICN

 LC  : Préoccupation mineure
L'Énicure à dos noir (Enicurus immaculatus) est une espèce de passereaux de la famille des Muscicapidae.